# 岡田辰夫
岡田 辰夫（おかだ たつお）は、舞台音響技術者、音響講師、PAエンジニア。飛天、東京ドーム（美空ひばり復活コンサート）（美空ひばりドーム公演の音響チーフ）野外コンサート等数々の公演催事を成功に導く。音響設備設計では全国50施設に関与。数々の偉業・伝説を持つ音響界のカリスマ。元いわき芸術文化交流館アリオス音響コンサルタント・施設管理課舞台音響チーフ。師匠はTOKYO ONKEN創設者：故・岡本広基氏、喜多方プラザ元館長：薄 崇雄氏。

## 沿革
- 1952年	3月14日　東京都台東区谷中坂町・日本蕎麦屋の次男として生まれる。母：岡田光子・邦楽奏者三味線師匠：杵屋六梅次

　　　　　台東区立忍ケ岡小学校・台東区立上野中学校・日本大学付属豊山高等学校・日本大学文理学部・千代田テレビ技術専門学校夜間部
- 1974年	株式会社 東京音響通信研究所（TOKYO ONKEN）入社
  - ビリー・ヴォーン楽団、ベンチャーズ、ラリー・カールトン等を担当。在職中の約22年間に1000アイテムを超える公演・催事を担当[1][2][3]
- 1979年	ジャパンジャム・野外ロックフェスのさきがけを担当
- 1980年	朱里みさをジャズダンスカンパニー公演音楽制作・音響担当
- 1981年	自身が設計したSR-SP-ＬＭＨ−３１は海外アーティストの国内ツアーを中心に使われた[4]
- 1985年	プリンスホテル新高輪・飛天：五木ひろしディナーショーを担当：残響の多い大宴会場を克服し評価される
- 1985年 服部克久・音楽畑コンサート担当、テレサテンNHKホールリサイタル担当
- 1987年	おニャン子クラブ卒業記念SPRINGコンサートを担当
- 1988年	東京ドーム「美空ひばり不死鳥コンサート」・オーストラリア建国200年を祝う「冨田勲サウンドクラウド・シドニー」・「松田聖子全国ツアーを担当
- 1989年	日本レコード大賞（日本武道館）の終了テロップにフルネームで登場
- 1990年 桂　銀淑、細川たかし、雪村いずみ
- 1995年 八代亜紀ペルー・リマ公演に同行。日本人歌手初となるコンサートを成功に導く（元：フジモリ大統領時代）
- 1996年 10月　株式会社 東京音響通信研究所(技術部長)退社
- 同年 11月　輸入商社(音響特機株式会社)に転職・音響設備設計を主業務に文京シビックホール、目黒パーシモンホール、普門館等、全国50施設に関与。[5][6]
- 2000年	NHKプロジェクトX・第011回 「美空ひばり 復活コンサート 伝説の東京ドーム・舞台裏の300人」（美空ひばり復活コンサート 6月6日）放送[7]
- 2005年 9月 音響特機株式会社(マーケティング＆技術部長)退社
- 2007年 5月 いわき芸術文化交流館アリオスの設計段階より関与の為いわき市に移住
- 2008年 4月8日 -いわき芸術文化交流館アリオス第一次オープン
- 2009年 5月2日 -いわき芸術文化交流館アリオスグランドオープン
- 2010年 いわき芸術文化交流館アリオスがUSITT賞（米国劇場技術協会建築賞）を受賞
- 2012年 3月 いわきアリオスを定年退職（60歳）
- 2014年 4月 株式会社コングレ　施設・展示事業部　舞台施設管理シニアアドバイザー
- 2015年 4月オープンする川越市西口「ウエスタ川越」舞台技術関連サポートに関与

## 資格
- 厚生労働省国家検定：一級舞台機構調整技能士 ＜音響＞ 1985年取得
- 一般社団法人・日本舞台音響家協会：技術担当理事
- 日本音響家協会認定：一級サウンド・システム・チューナ
- ＦＦＴ－ＰＣ音場計測ソフト・トレーナー＜SmaartLive＞
- 玉掛技能講習 ・ 普通救命講習ＩＩ
- 電信級（現 第三級）アマチュア無線技士